# Carlos Ramón Golbano García
Carlos Ramon Golbano García (Almeria, 7 de novembre de 1976) va ser un ciclista espanyol que fou professional entre 1999 i 2004.
El seu principal èxit el va aconseguir com a amateur quan l'any 1996 va guanyar la Volta a Toledo.

## Palmarès
- 1996
  - 1r va la Volta a Toledo
- 2001
  - Vencedor de la classificació de les metes volants a la Volta a Catalunya

### Resultats a la Volta a Espanya
- 2001. Abandona
- 2002. 84è de la classificació general